# Liste der Gouverneure von Montserrat
Die Liste der Gouverneure von Montserrat umfasst die Gouverneure des in der Karibik liegenden britischen Überseegebiets Montserrat seit 1971. Der Gouverneur von Montserrat ist der Repräsentant des britischen Monarchen, derzeit König Charles III. Der Gouverneur wird vom Monarchen auf Vorschlag der britischen Regierung ernannt und ist selbst für die Ernennung des Premier von Montserrat zuständig.

Flagge des Gouverneurs von Montserrat

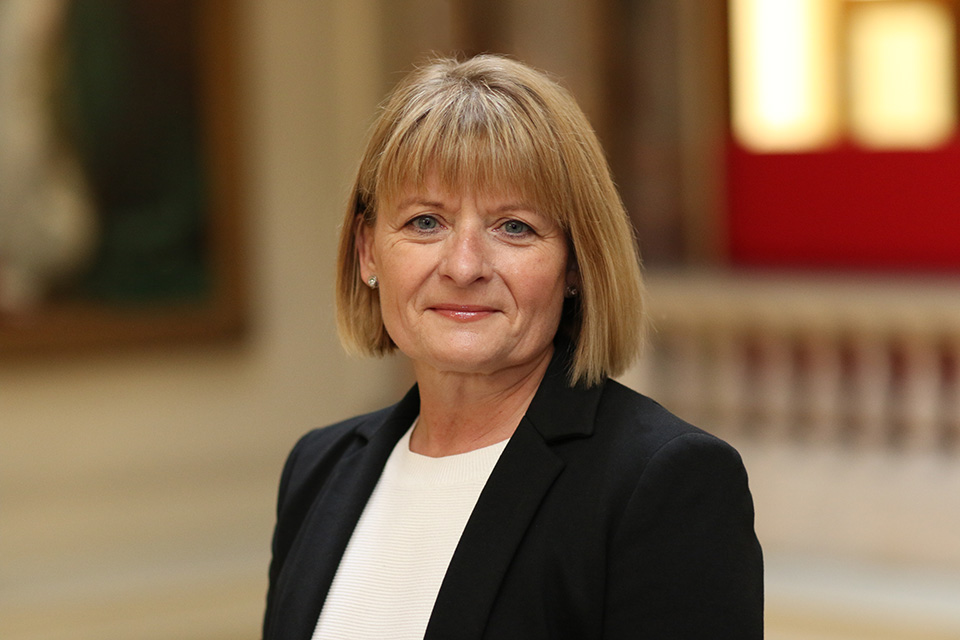
Sarah Tucker, seit April 2022 im Amt

Der Gouverneur führt eine Flagge, die aus dem Union Jack besteht, der in der Mitte das Wappen Montserrats trägt. Die offizielle Residenz ist das Government House in Woodlands (Montserrat).

## Liste der Gouverneure seit 1971
| Beginn der Amtszeit | Ende der Amtszeit | Amtsinhaber                               |
| ------------------- | ----------------- | ----------------------------------------- |
| 2. November 1971    | 1974              | Willoughby Harry Thompson                 |
| 28. Juni 1974       | 1976              | Norman Derek Matthews                     |
| 13. Januar 1977     | 1980              | Gwilym Wyn Jones                          |
| 12. April 1980      | 18. Dezember 1984 | David Kenneth Hay Dale                    |
| 1985                | 1987              | Arthur Christopher Watson                 |
| 1987                | 1990              | Christopher J. Turner                     |
| 23. Mai 1990        | 1993              | David G. P. Taylor                        |
| 16. Juli 1993       | 1997              | Frank Savage                              |
| 17. September 1997  | 28. April 2001    | Tony Abbott                               |
| 28. April 2001      | 11. Mai 2001      | Howard A. Fergus Interim, 1. Amtszeit     |
| 11. Mai 2001        | 2. April 2004     | Tony Longrigg                             |
| 2. April 2004       | 10. Mai 2004      | Sir Howard A. Fergus Interim, 2. Amtszeit |
| 10. Mai 2004        | 6. Juli 2007      | Deborah Barnes Jones                      |
| 6. Juli 2007        | 13. Juli 2007     | John Skerritt Interim                     |
| 13. Juli 2007       | 27. Juli 2007     | Sir Howard A. Fergus Interim, 3. Amtszeit |
| 27. Juli 2007       | 3. März 2011      | Peter Waterworth                          |
| 3. März 2011        | 8. April 2011     | Sarita Francis Interim                    |
| 8. April 2011       | 8. Juli 2015      | Adrian Davis                              |
| 8. Juli 2015        | 5. August 2015    | Alric Taylor Interim                      |
| 5. August 2015      | 2. Januar 2018    | Elizabeth Carriere                        |
| 2. Januar 2018      | 1. Februar 2018   | Lyndell Simpson Interim                   |
| 1. Februar 2018     | 7. März 2022      | Andrew Pearce                             |
| 6. April 2022       |                   | Sarah Tucker                              |